# Circo romano di Cesarea Marittima
Il circo romano di Cesarea Marittima fu costruito nella Giudea romana, molto probabilmente tra il principato dell'Imperatore romano Traiano (tra il 114/117) e del suo successore Adriano o forse durante il III secolo. Sarebbe invece struttura similare, ma di datazione antecedente (forse fatta costruire da Erode il Grande in epoca augustea), quella trovata lungo la costa, nella parte occidentale della città.

## Storia
Il circo venne edificato tra la metà del II secolo e la fine del III secolo. Non sembra invece che la prima costruzione, forse ampliata e modificata nel tempo, sia da attribuirsi al regno di Erode il Grande, quando la città di Cesarea Marittima fu fondata (tra il 22 e l'11 a.C.) e fu invece costruito un primo ippodromo-anfiteatro in riva al mare, nella parte occidentale della città. Nel IV-V secolo fu probabilmente inglobato nelle mura cittadine. Il circo è ancora menzionato nel 484, quando vide celebrati i giochi del trionfo del re dei Samaritani Justa.

## Struttura

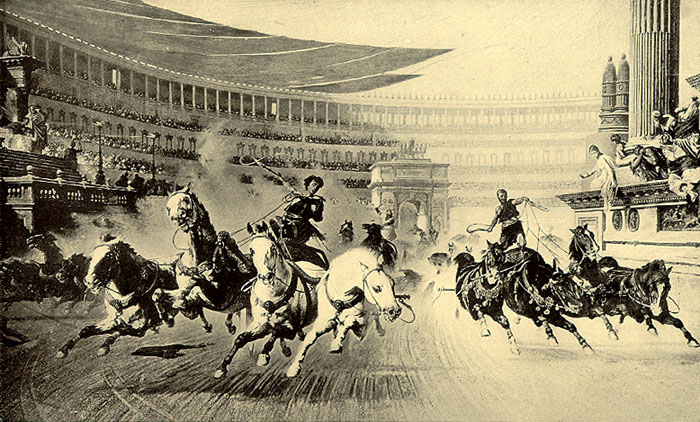
Ricostruzione artistica di un circo dell'antica Roma.

Il circus era posizionato nella parte orientale al di fuori della cerchia di mura cittadine, nei pressi della principale strada che conduceva fuori dalla città di Cesarea Marittima. L'intera struttura misurava 480 metri circa di lunghezza e 115 metri di larghezza (con una larghezza media della cavea di 12 metri). L'arena interna misurava invece 450 x 90 metri. La capienza complessiva dell'intera struttura potrebbe essere stimata attorno ai 15.000 spettatori, seduti lungo le sue gradinate. Non va confuso con l'ippodromo-anfiteatro sorto nella parte occidentale della città di Cesarea Marittima, lungo la costa, costruito molto probabilmente in epoca augustea.

## Archeologia dell'antico circo
La prima campagna di scavi sul sito dell'antico Circus, posizionato nella parte orientale della città, fu condotta da una squadra di archeologi americani negli anni 1973-1976. Gli scavi effettuati portarono alla luce pochi resti della struttura, tra cui una porta verso i carceres, oltre ad un obelisco posizionato presso la "spina" della struttura. Questa struttura del II-III secolo non va però confusa con l'ippodromo-anfiteatro di epoca augustea nella parte occidentale della città, attualmente in buono stato di conservazione e certamente con funzione analoga al primo.

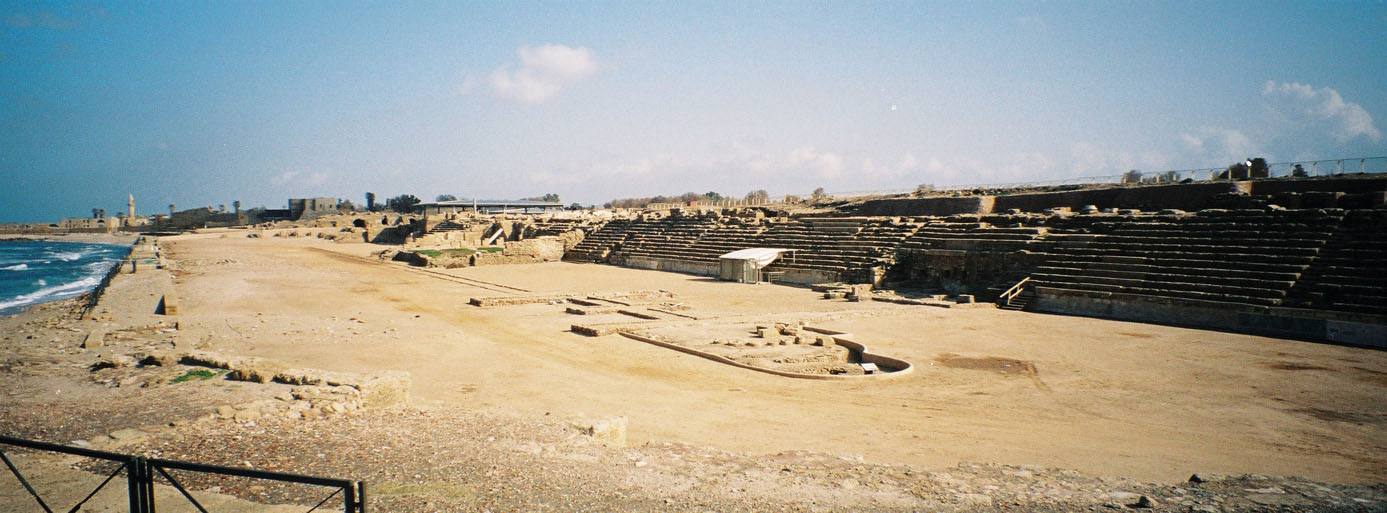
Rovine dell'anfiteatro-ippodromo di Cesarea Marittima (nella parte sud-occidentale della città, lungo la costa), struttura da non confondere con il circo-ippodromo. Entrambi potrebbero aver ospitato spettacoli di corse di carri
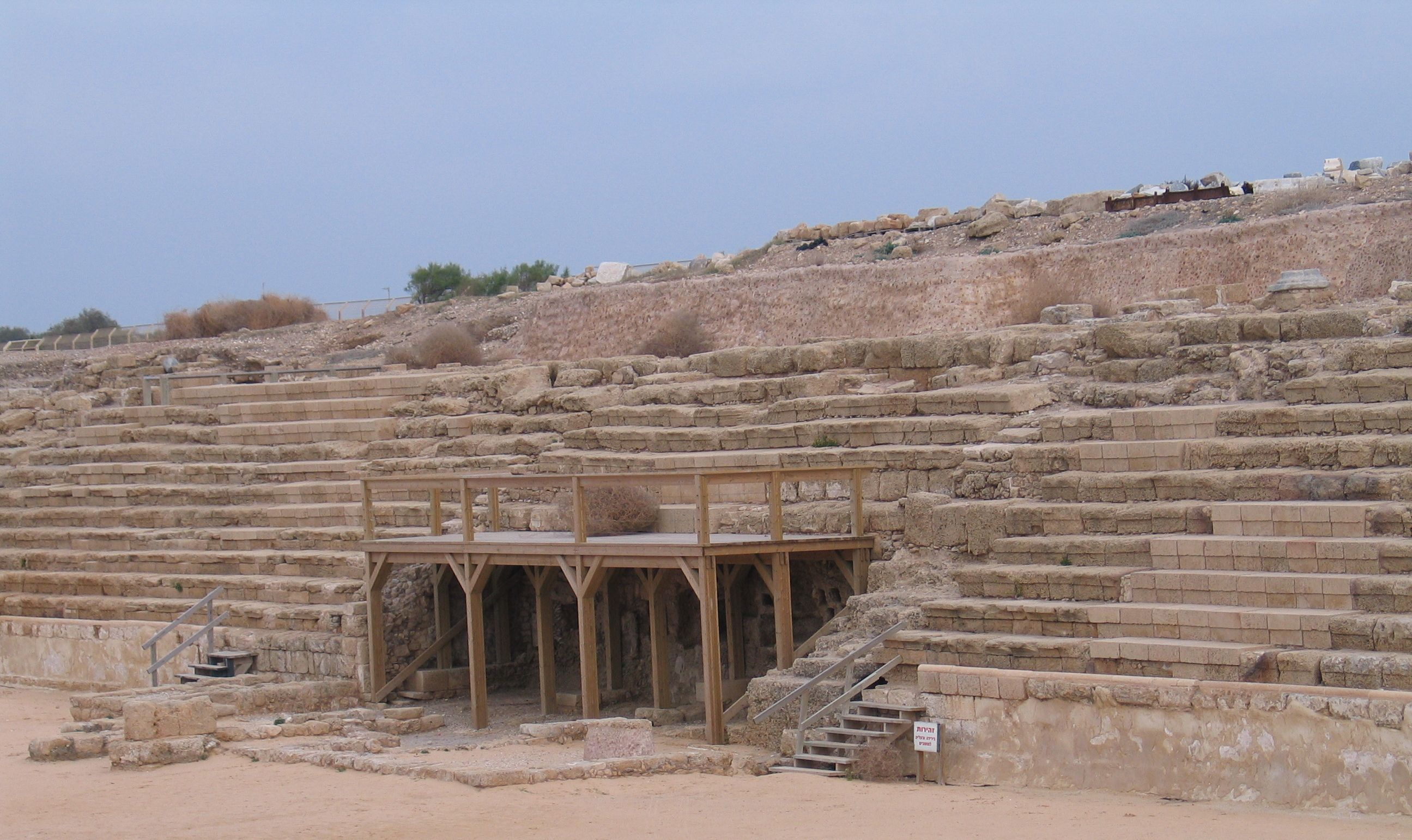
Il podio ricostruito dell'ippodromo-anfiteatro in riva al mare
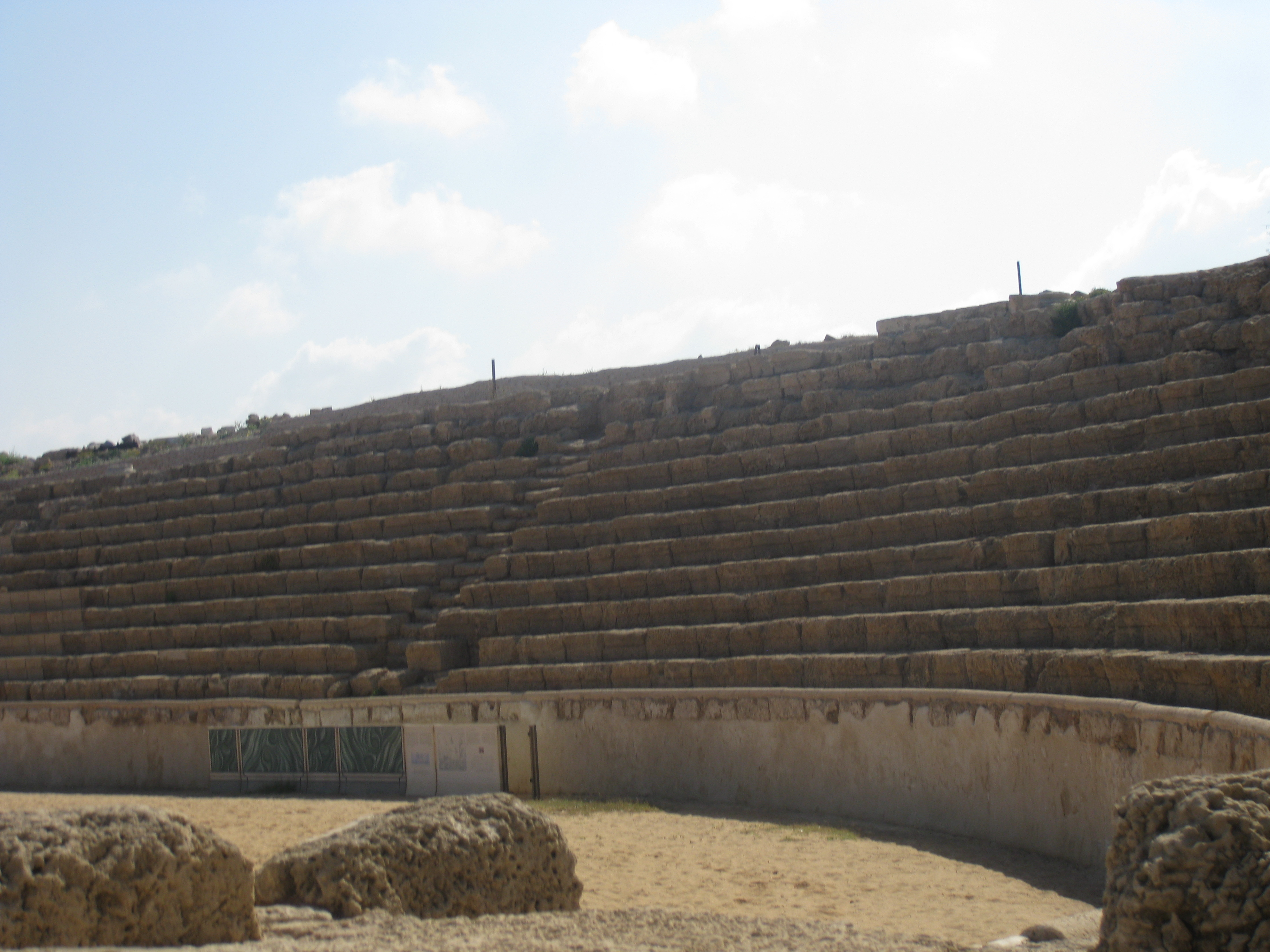
Parte della cavea della "curva"
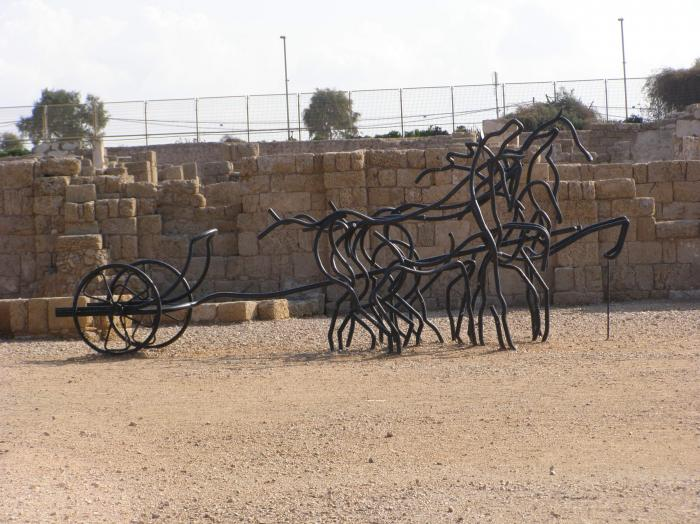
Ricostruzione stilizzata di un carro trainato dai cavalli lungo l'arena